# Иларион Бигорски
Иларион Бигорски е български духовник от XVIII - XIX век, дългогодишен игумен на Бигорския манастир „Свети Йоан Предтеча“.

## Биография
Иларион става игумен на Бигорския манастир в 1743 година. Смята се, че е от Елевци, близо до Райчица, където поставя темелите на метоха „Свети Георги“ и му купува малко лозе. Според други мнения е от Берат. По това време манастирът е цялостно разрушен от мюсюлманите и запуснат. Противно на мнението за запуснатостта на манастира обаче говори надписът от 1698 година в един псалтир, който митрополит Яким, пристигнал в манастира му подарява. В псалтира има и втори запис от същия владика от 1706 година.
По време на игуменството си Иларион изгражда нови килии и възстановява малката стара църква на обителта и така утвърждава манастирския имот. Остава на поста до 1781 година или 1782 година.